# Eliurus ellermani
Eliurus ellermani är en gnagare i familjen Nesomyidae som förekommer på Madagaskar.
Arten har i genomsnitt en kroppslängd (huvud och bål) av 152 mm, en svanslängd av 177 mm och en vikt av 100 g. Pälsen har på ovansidan är mörk gråbrun färg och undersidan är nästan vit. På svansens ovansida förekommer mörka hår. De blir fram till spetsen längre och tjockare och bildar en tofs.
Utbredningsområdet ligger i östra Madagaskar mellan Analanjiroforegionen och Atsinananaregionen. Exemplar hittades mellan 400 och 850 meter över havet. Eliurus ellermani vistas i regnskogar och klättrar ofta i träd. Antagligen har arten frön från olika växter som föda. Honor har sex spenar.
Troligen påverkas beståndet negativt av skogsbruk och av skogens omvandling till jordbruksmark. Sjukdomar från introducerade gnagare kan överföras till Eliurus ellermani. Populationens storlek är inte känd. IUCN listar arten med kunskapsbrist (DD).